# Liste der Gouverneure von Arunachal Pradesh
Die folgende Tabelle listet die Gouverneure von Arunachal Pradesh mit jeweiliger Amtszeit auf. Mit der Neugestaltung des Nordosten Indiens nach dem Bangladeschkrieg wurde Arunachal Pradesh am 21. Januar 1972 als eigenständiges Unionsterritorium aus dem Bundesstaat Assam herausgelöst. Bis 1975 stand ihm ein Chief Commissioner vor, danach ein Vizegouverneur (Lieutenant Governor). Seit 20. Februar 1987 hat Arunachal Pradesh den Status eines Bundesstaates mit Gouverneur.
| #  | Name                                   | Amtsantritt        | Ende der Amtszeit                |
|    | Chief Commissioner                     |                    |                                  |
| 1  | K. A. A. Raja (1916–1995)              | 21. Januar 1972    | 1973                             |
| 2  | Manohar Lal Kampani (* 1925)           | 1974               | 14. August 1975                  |
|    | Lieutenant Governor                    |                    |                                  |
| 1  | K. A. A. Raja (1916–1995)              | 15. August 1975    | 17. Januar 1979                  |
| 2  | Ramdas Narayan Haldipur (1921–2003)    | 18. Januar 1979    | 22. Juli 1981                    |
| 3  | Hari Shankar Dubey (* 1926)            | 23. Juli 1981      | 9. August 1983                   |
| 4  | T. V. Rajeswar (1926–2018)             | 10. August 1983    | 20. November 1985                |
| 5  | Shiva Swarup                           | 21. November 1985  | 19. Februar 1987                 |
|    | Governor                               |                    |                                  |
| 1  | Bhishma Narain Singh (1933–2018)       | 20. Februar 1987   | 18. März 1987                    |
| 2  | Ramchandra Dattatraya Pradhan (* 1928) | 19. März 1987      | 16. März 1990                    |
| 3  | Gopal Singh (1917–1990)                | 17. März 1990      | 8. Mai 1990                      |
| 4  | Devi Dass Thakur (1930–2007)           | 9. Mai 1990        | 16. März 1991                    |
| 5  | Loknath Mishra (1922–2009)             | 17. März 1991      | 25. März 1991                    |
| 6  | Surendra Nath Dwivedi (1913–2001)      | 26. März 1991      | 4. Juli 1993                     |
| 7  | Madhukar Dighe (1920–2014)             | 5. Juli 1993       | 20. Oktober 1993                 |
| 8  | Mata Prasad (* 1940)                   | 21. Oktober 1993   | 1. April 1996                    |
| 9  | M. M. Jacob (1928–2018)                | 2. April 1996      | 12. April 1996                   |
| 10 | Mata Prasad (* 1940)                   | 13. April 1996     | 16. Mai 1999                     |
| 11 | Srinivas Kumar Sinha (1926–2016)       | 17. Mai 1999       | 1. August 1999                   |
| 12 | Arvind Dave (* 1940)                   | 2. August 1999     | 12. Juni 2003                    |
| 13 | Vinod Chandra Pande (1932–2005)        | 13. Juni 2003      | 15. Dezember 2004                |
| 14 | Shailendra Kumar Singh (1932–2009)     | 16. Dezember 2004  | 23. Januar 2007                  |
| 15 | M. M. Jacob (1928–2018)                | 24. Januar 2007    | 6. April 2007                    |
| 16 | K. Sankaranarayanan (1932–2022)        | 7. April 2007      | 14. April 2007                   |
| 17 | Shailendra Kumar Singh (1932–2009)     | 15. April 2007     | 3. September 2007                |
| 18 | K. Sankaranarayanan (1932–2022)        | 4. September 2007  | 26. Januar 2008                  |
| 19 | Joginder Jaswant Singh (* 1945)        | 27. Januar 2008    | 28. Mai 2013                     |
| 20 | Nirbhay Sharma (* 1946)                | 29. Mai 2013       | 31. Mai 2015                     |
| 21 | Jyoti Prasad Rajkhowa (* 1944)         | 1. Juni 2015       | 9. Juli 2016                     |
| 22 | Tathagata Roy (* 1945)                 | 10. Juli 2016      | 12. August 2016                  |
| 23 | Jyoti Prasad Rajkhowa (* 1944)         | 13. August 2016    | 13. September 2016               |
| 24 | V. Shanmuganathan (* 1949)             | 14. September 2016 | 27. Januar 2017 (zurückgetreten) |
| 25 | Padmanabha Acharya (1931–2023)         | 28. Januar 2017    | 2. Oktober 2017                  |
| 26 | B. D. Mishra                           | 3. Oktober 2017    | im Amt (Stand November 2019)     |